# Nuoto ai Giochi della XIV Olimpiade - 100 metri dorso femminili
La competizione 100 metri dorso femminili di nuoto dei Giochi della XIV Olimpiade si è svolta nei giorni dal 3 al 5 agosto 1948 alla Empire Pool a Londra.

## Risultati

### Batterie
Si sono disputate il 3 agosto. Le prime tre di ogni serie e le quattro migliori escluse alle semifinali.
| Pos. | Atleta                 | Nazione       | Tempo  |
| ---- | ---------------------- | ------------- | ------ |
| 1    | Hendrika van der Horst | Paesi Bassi   | 1'18"7 |
| 2    | Ngaire Lane            | Nuova Zelanda | 1'18"8 |
| 3    | Monique Berlioux       | Francia       | 1'18"8 |
| 4    | Ingegerd Fredin        | Svezia        | 1'21"2 |
| 5    | Kolbrún Ólafsdóttir    | Islanda       | 1'25"6 |

| Pos. | Atleta                       | Nazione       | Tempo  |
| ---- | ---------------------------- | ------------- | ------ |
| 1    | Karen Margrethe Harup        | Danimarca     | 1'15"6 |
| 2    | Suzanne Zimmerman            | Stati Uniti   | 1'16"8 |
| 3    | Helen Yate                   | Gran Bretagna | 1'18"3 |
| 4    | Beryl Marshall               | Argentina     | 1'20"9 |
| 5    | Doris Gontersweiler-Vetterli | Svizzera      | 1'26"2 |
| 6    | Joyce Court                  | Canada        | 1'26"8 |

| Pos. | Atleta            | Nazione       | Tempo  |
| ---- | ----------------- | ------------- | ------ |
| 1    | Judy-Joy Davies   | Australia     | 1'16"4 |
| 2    | Ilona Novák       | Ungheria      | 1'17"3 |
| 3    | Barbara Jensen    | Stati Uniti   | 1'18"8 |
| 4    | Dicky van Ekris   | Paesi Bassi   | 1'19"3 |
| 5    | Vera Ellery       | Gran Bretagna | 1'20"9 |
| 6    | Liliana Gonzalias | Argentina     | 1'26"9 |

| Pos. | Atleta               | Nazione       | Tempo  |
| ---- | -------------------- | ------------- | ------ |
| 1    | Margaretha Gaillard  | Paesi Bassi   | 1'18"2 |
| 2    | Muriel Mellon        | Stati Uniti   | 1'18"7 |
| 3    | Cathie Gibson        | Gran Bretagna | 1'19"7 |
| 4    | Magda Bruggemann     | Messico       | 1'21"4 |
| 5    | Berendina Ballintijn | Norvegia      | 1'22"1 |
| 6    | Edith de Oliveira    | Brasile       | 1'22"5 |
| 7    | Ginette Jany-Sendral | Francia       | 1'22"7 |

### Semifinali
Si sono disputate il 4 agosto. Le prime tre di ogni serie e le due migliori escluse in finale.
| Pos. | Atleta                | Nazione       | Tempo  |
| ---- | --------------------- | ------------- | ------ |
| 1    | Karen Margrethe Harup | Danimarca     | 1'15"5 |
| 2    | Ilona Novák           | Ungheria      | 1'17"6 |
| 3    | Muriel Mellon         | Stati Uniti   | 1'18"2 |
| 4    | Dicky van Ekris       | Paesi Bassi   | 1'18"2 |
| 5    | Margaretha Gaillard   | Paesi Bassi   | 1'18"4 |
| 6    | Cathie Gibson         | Gran Bretagna | 1'18"6 |
| 7    | Ngaire Lane           | Nuova Zelanda | 1'19"0 |
| 8    | Beryl Marshall        | Argentina     | 1'20"7 |

| Pos. | Atleta                 | Nazione       | Tempo  |
| ---- | ---------------------- | ------------- | ------ |
| 1    | Suzanne Zimmerman      | Stati Uniti   | 1'16"8 |
| 2    | Judy-Joy Davies        | Australia     | 1'17"8 |
| 3    | Hendrika van der Horst | Paesi Bassi   | 1'18"2 |
| 4    | Helen Yate             | Gran Bretagna | 1'18"6 |
| 5    | Barbara Jensen         | Stati Uniti   | 1'19"1 |
| 6    | Monique Berlioux       | Francia       | 1'20"2 |
| 7    | Vera Ellery            | Gran Bretagna | 1'20"8 |
| -    | Ingegerd Fredin        | Svezia        | NP     |

### Finale
Si è disputata il 5 agosto.
| Pos.    | Atleta                 | Nazione     | Tempo  |
| ------- | ---------------------- | ----------- | ------ |
| Oro     | Karen Margrethe Harup  | Danimarca   | 1'14"4 |
| Argento | Suzanne Zimmerman      | Stati Uniti | 1'16"0 |
| Bronzo  | Judy-Joy Davies        | Australia   | 1'16"7 |
| 4       | Ilona Novák            | Ungheria    | 1'18"4 |
| 5       | Hendrika van der Horst | Paesi Bassi | 1'18"8 |
| 6       | Dicky van Ekris        | Paesi Bassi | 1'18"9 |
| 7       | Muriel Mellon          | Stati Uniti | 1'19"0 |
| 8       | Margaretha Gaillard    | Paesi Bassi | 1'19"1 |